# ねじまきジャック
『ねじまきジャック』は、吉田宙丸による日本の漫画作品。ポプラ社の漫画雑誌『月刊コミックブンブン』にて、2008年11月号から2009年10月号（最終号）まで連載された。

## あらすじ
オズの国に住む魔法を信じる少女ドロシーは、数百年前に魔女の呪いによってブリキのねじまき人形に変えられてしまった大魔法使いジャックを発見する。二人は、魔女に奪われたジャックの心臓を取り戻すための旅に出発する。

## 登場人物

### ジャックとその仲間たち
ドロシー
第1話より登場。オズの国に住むお金持ちのお嬢様。魔法を信じ、ジャックを発見したことで何世紀も昔に存在した魔法文明の伝説が真実であることを確信した。モデルはライマン・フランク・ボームの作品「オズの魔法使い」の主人公、ドロシー・ゲイル。
ジャック
第1話より登場。かつてのオズ最強の魔法使い。魔力の源である心臓を魔女に奪われ、姿をブリキのねじまき人形に変えられてしまい、魔法も使えなくなっていた。数世紀ののちに、落雷で裂けた樹木の中からドロシーに発見される。背中についたネジを巻いてもらうことで体の強さが上がり、強力な攻撃が可能となる。モデルは「オズの魔法使い」の登場人物、ブリキの木こり。
カカシマン
魔人。第1話より登場。名前はカカシだが、見た目は丑の刻参りに使われる藁人形。本体は曲がって捨てられた「命のクギ」で、人間に復讐するためにカラスを操って宝石店を襲わせ、魔力を高める宝石を集めていた。宝石で魔力を高めることで巨大な姿に変化する。ジャックに倒されたが、その後ドロシーによって小さな姿にリサイクルされ、ジャックらに協力するようになった。モデルは「オズの魔法使い」の登場人物、かかし。
ゴーシュ
チェリスト。第6話より登場。普段は獣耳と尻尾の生えたやさ男の姿だが、先祖が受けた呪いにより、チェロを弾いたり音楽を聞くとしばらくの間ライオンの姿に変化してしまう。野垂れ死にしかけていたところをサンジェルマンに拾われて手下になっていたが、後にジャックの仲間になる。モデルは宮沢賢治の作品「セロ弾きのゴーシュ」の主人公のゴーシュ、「オズの魔法使い」の登場人物のライオン。

### 周辺人物
ランプの双子精霊
第2話より登場。双子のランプの精霊で、ジンとウォッカの二人組。体を自由に炎に変えることができる。モデルは「アラジンと魔法のランプ」の登場人物、ランプの魔人。
サンジェルマン伯爵
第2話より登場。数々のオーパーツを集めている仮面をつけた男で、ランプの双子精霊の主人。強大な魔力の源であるジャックの心臓を手に入れるため、その手がかりであるジャックのねじを奪おうとした。体を帯状にほどいたり、黒い煙状の姿に変化させることができ、仮面を攻撃しなければダメージを与えることができない。モデルはサンジェルマン伯爵。
メイソン教授
魔法文明研究家。第3話より登場。魔法実験や魔法アイテムのコレクションを続けている。
ミルメーク
西の森に住む魔女。第3話より登場。得意技は魔法の糸で人形や樹木などの物体を操る「マジックマリオネット」。森に迷い込んだ人や動物を魔法薬で人形に変えて収集しており、ジャックを自分のものにしようとした。
ファウスト
第8話より登場。ジャックをライバル視する魔法使い。普段は黒髪の少年の姿をしており、右目部分にある第二の口からアイテムや魔物を摂食して自身の魔力の一部にすることができる。オズの支配者になることを企み、300年前に魔法使い達を利用して魔女グリンダからジャックの心臓を奪おうとしたが、グリンダの魔法によって魔力の大半を失う。その後体を改造して魔物となり復活、サンジェルマンを使って魔法アイテムを集めさせながら、魔女グリンダがオズの国全体に張った魔物を拒む結界を消滅させる力を蓄えていた。魔物の召喚を得意とし、結界のない場所であれば杖を使って大量の魔物を魔界から一度に召喚する技「魔界大召喚」を行うことができる。さらに、召喚した魔物を吸収することで巨大なドラゴンの姿に変化することも可能。モデルはゲオルク・ファウスト、およびゲーテの戯曲「ファウスト」。
グリンダ
光の魔女。ジャックの母親であり、暴君となった息子ジャックの心を正すために魔力の源である心臓を奪った。その後、ファウストの仕組んだ魔法使いたちの反乱の標的にされるが、命と引き換えに禁断の魔法を使うことでオズの人々から魔法の記憶を消した。モデルは「オズの魔法使い」の登場人物、魔女グリンダ。

### モンスター
ゴーレム
第3話に登場。サンジェルマンのオーパーツコレクションのひとつ。土で作られた忠実な召使いで、巨大な遮光器土偶の姿をしている。
ユニコーン
柄の悪い口調で話すユニコーン。第6話より登場。300年前に光の魔女グリンダからジャックの心臓の一部「木の歯車」を託されたが、その後心臓を狙う者によってウィンキー市立公園のユニコーン像の中に閉じ込められ、ジャックとゴーシュの戦闘で像が壊れたことにより出現した。
ブラッディデスイーター
第7話に登場。トゲのついた蔓、牙の生えた花冠を持つ巨大な怪奇植物。「木の歯車」を手に入れたジャックが一時的に人間の姿に戻った際、サンジェルマン伯爵を倒すために出現させた。
魔物
第9話に登場。ファウストが魔界から砂漠へと召喚した、巨大なヘビ型の魔物。正式名称は不明。振動に惹かれる性質を持つ。
グリフィン
第10話より登場。幻の遺跡「エルドラド」の番人を務めるグリフィン。グリンダからジャックの心臓の一部「金の歯車」を託された。羽で風を起こす攻撃技「裂羽風撃」、相手を切り裂く攻撃技「裂羽千刃」を持つ。
無限傀儡
第11話に登場。6本足の虫のような姿をした魔物。ファウストがジャックらを倒すため、大量に出現させた。

## 用語

### ジャックの心臓の一部
木の歯車
ジャックの心臓の一部。草木を操る魔力を司る。
金の歯車
ジャックの心臓の一部。錬金魔法の魔力を司る。

### ジャックの武器・攻撃技
ねじまき旋風
第1話に登場。ネジを巻かれたジャックが初めて見せた大技。体を回転させ、風の渦を発生させて攻撃する。
水竜巻
第2話に登場。湖の水を利用した攻撃技。ランプの双子精霊を攻撃したが、蒸発させられてしまい効果はなかった。
ねじまきショット
第2話に登場。拳を使った打撃技。
ねじまきバースト
第4話に登場。拳を回転させて発生した竜巻を放つ技。
ねじまき樹突（スラスト）
第8話に登場。「木の歯車」の力を利用してドリル状の木の枝を出現させ、相手を貫く技。
ねじまき樹縛（ネット・クラッシュ）
第9話に登場。「木の歯車」の力を利用して手近な樹木の根を成長させ、相手をがんじがらめにする技。
黄金戦闘斧（ゴールデン・バトルアックス）
ジャックが「金の歯車」の力を利用して、遺跡エルドラドの宝物を原料に壊れた右手を変化させた巨大な戦斧。
ねじまき軌円斬（スラッシュ）
第10話に登場。巨大な斧「黄金戦闘斧」で周囲を薙ぎ払う技。
黄金青龍刀（ゴールデン・ファルシオン）
第11話に登場。ジャックが「金の歯車」の力を利用して生成した青龍刀。
魔銀籠手（ミスリル・ガンレット）
第11話に登場。2個の歯車を取り戻し、一時的に人間の姿に戻ったジャックが生成した、魔銀ミスリルの籠手。
魔銀大鎌（ミスリル・デスサイズ）
第12話に登場。一時的に人間の姿に戻ったジャックが生成した、魔銀ミスリルの大鎌。
魔銀両刃戦闘斧（ミスリルバトルアックス・ダブルブレード）
第12話に登場。一時的に人間の姿に戻ったジャックが生成した、魔銀ミスリルの両刃斧。
大魔破円斬（デビルブレイク）
第12話に登場。両刃斧「魔銀両刃戦闘斧」で相手を両断する技。一時的に人間の姿に戻ったジャックが使用し、ファウストを倒した。

### 魔法アイテム
命のクギ
第1話より登場。意思を持った魔法の釘で、打ち込んだ物に命を宿す力がある。
変身のツエ
第3話に登場。メイソン博士が森で拾った木製の杖で、もともとは魔女ミルメークの祖母が作ったもの。手に持ってなりたい物を強く念じると、それに変身することができ、戻りたいと念じると元に戻る。杖が壊れても効果を消す魔法薬を使うことで元に戻れるが、変身してから3回日没を迎えると元に戻れなくなる。
魔法の手鏡
第4話より登場。魔女ミルメークの持つ手鏡で、ある程度近い場所の様子を映し出すことができる。
雷帝のヤリ
第7話に登場。サンジェルマン伯爵の使った槍。雷を発生させ、自由に操ることができる。
迷宮城
第8話に登場。サンジェルマン伯爵の住む城で、伯爵のオーパーツコレクションのひとつ。
魔銀ミスリル
第11話より登場。一時的に人間の姿に戻ったジャックが生成した魔法金属で、様々な武器を形成する。モデルはJ・R・R・トールキンの作品群に登場する架空の金属、ミスリル。

### 地名
オズの国
ドロシーらの住む、周りを砂漠に囲まれた国。何世紀も昔に魔法文明があったという伝説が残っている。モデルは「オズの魔法使い」に登場する不思議な国「オズの国」。
西の森
魔女ミルメークの住む森。大勢の森に入った人たちが二度と戻ってこない「迷いの森」として恐れられていた。
ウィンキー市立公園
ユニコーン像のある有名な遺跡。モデルは「オズの魔法使い」に登場する「ウィンキーの国」。
エルドラド
オズの国を取り囲む砂漠に存在する幻の遺跡で、金銀財宝が隠されているといわれる古代の要塞。モデルは伝説の都、エル・ドラード。